# Filles du feu
Production
Diffusion
Filles du feu est une série télévisée française en six épisodes de 52 minutes réalisée par Magaly Richard-Serrano d'après un scénario de Giulia Volli, Maïté Sonnet et Saskia Waledish et diffusée du 28 août au 11 septembre 2023 sur France 2.
Cette fiction est une production pour France 2 de Kwaï (Stéphanie Carrère), filiale française de Fremantle (RTL Group),,, réalisée avec la participation de France Télévisions et le soutien de la région Nouvelle-Aquitaine et du département de la Charente.
Elle est sans rapport aucun avec Les Filles du feu, recueil de nouvelles et de poèmes de Gérard de Nerval publié en 1854.

## Présentation

### Synopsis
L'histoire se déroule en 1609 dans le Labourd, province du Pays basque français incluant Bayonne.
Trois sœurs (Jeannette, Catherine et Morguy) et leur mère (Gratianne) voient leur vie basculer lorsque arrive dans le pays un important magistrat du Parlement de Bordeaux, Pierre de Rosteguy de Lancre, chargé d'une mission de chasse aux sorcières par le roi Henri IV.

## Distribution

### Famille Elissalde
- Ángela Molina : Gratianne Elissalde, guérisseuse
- Anabel Lopez : Jeannette, fille aînée de Gratianne
- Lizzie Brocheré : Catherine, fille cadette de Gratianne
- Zoé Adjani-Vallat : Marguerite dite « Morguy », fille benjamine de Gratianne et maîtresse de Pierre de Lancre
- Jérémy Barbier D'Hiver : Saverio, mari de Jeannette
- Anthony Goffi : Yorick, fils de Jeannette et de Saverio
- Hélie-Rose Dalmay : Maïté, fille aînée de Jeannette et de Saverio
- Violette Martin : Zuria, fille cadette de Jeannette et de Saverio
- Lilas Caban : Jeannette enfant

### Tristan d'Urtubie et son entourage
- Guillaume de Tonquédec : Tristan, seigneur d'Urtubie[Notes 3], possesseur du château d'Urtubie[Notes 4] où réside et officie le juge
- Wendy Nieto : Madeleine d'Urtubie, cousine de Tristan
- Michèle Laroque : Isabelle de Léoz, maîtresse de Tristan
- Camille Hugues : la baronne de Canau

### Pierre de Lancre et son entourage
- Bruno Debrandt : le juge Pierre de Lancre, magistrat au Parlement de Bordeaux et démonologue[5] envoyé au Pays basque par le roi Henri IV[6],[7],[8]
- Tom Hudson : Guillaume Cariel, médecin chargé de détecter les « marques de sorcières » sur les corps des femmes
- Axel Mandron : Zéphyr, capitaine de la garde
- Patrice Gallet : le nouveau chef de la garde
- Amandine Pommier : Éléonore, épouse de Pierre de Lancre

### Gens d'Église
- Marc Ruchmann : Damien Etchegarray, prêtre envoyé par l'évêque de Bayonne pour surveiller les agissements de Pierre de Lancre
- Jacques Develay : l'évêque de Bayonne (Bertrand d'Eschaud)

### Villageois
- Isabeau Shahzada : Séréna, guérisseuse
- Marwil Huguet : Adélaïde Etchart, une des femmes condamnées au bûcher
- Ania Bohomolec : Nadine Etchegarray, aveugle, une des femmes condamnées au bûcher
- Maya-Rose Binard : Camille Beitialar, une des femmes condamnées au bûcher
- Lory Ferreira : Adeï
- Éric Bougnon : Léopold
- Pascal Destal : Marin Gloria
- Joana Garat : Juliette

### Autres
- Gabriel des Boscs : Raphaël, le domestique venant de Bordeaux
- Marie Rosier : Louise, la domestique venant de Bordeaux
- La Louve "Blanche" : Nita

Acteurs principaux
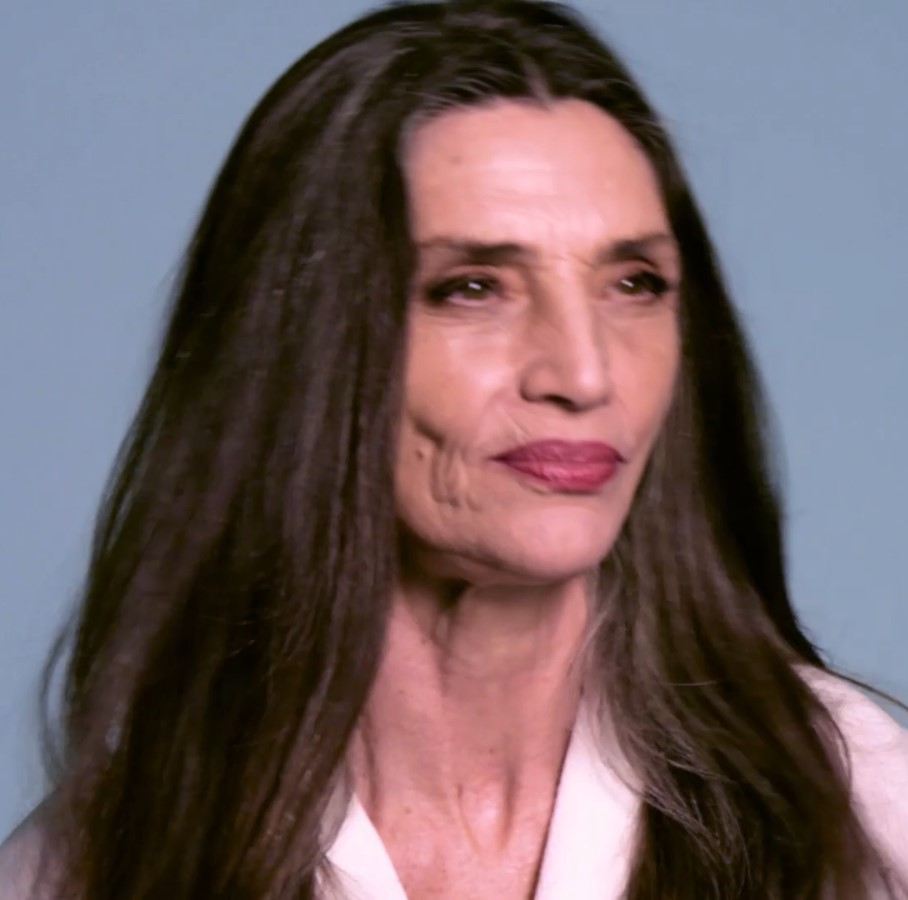
Ángela Molina.
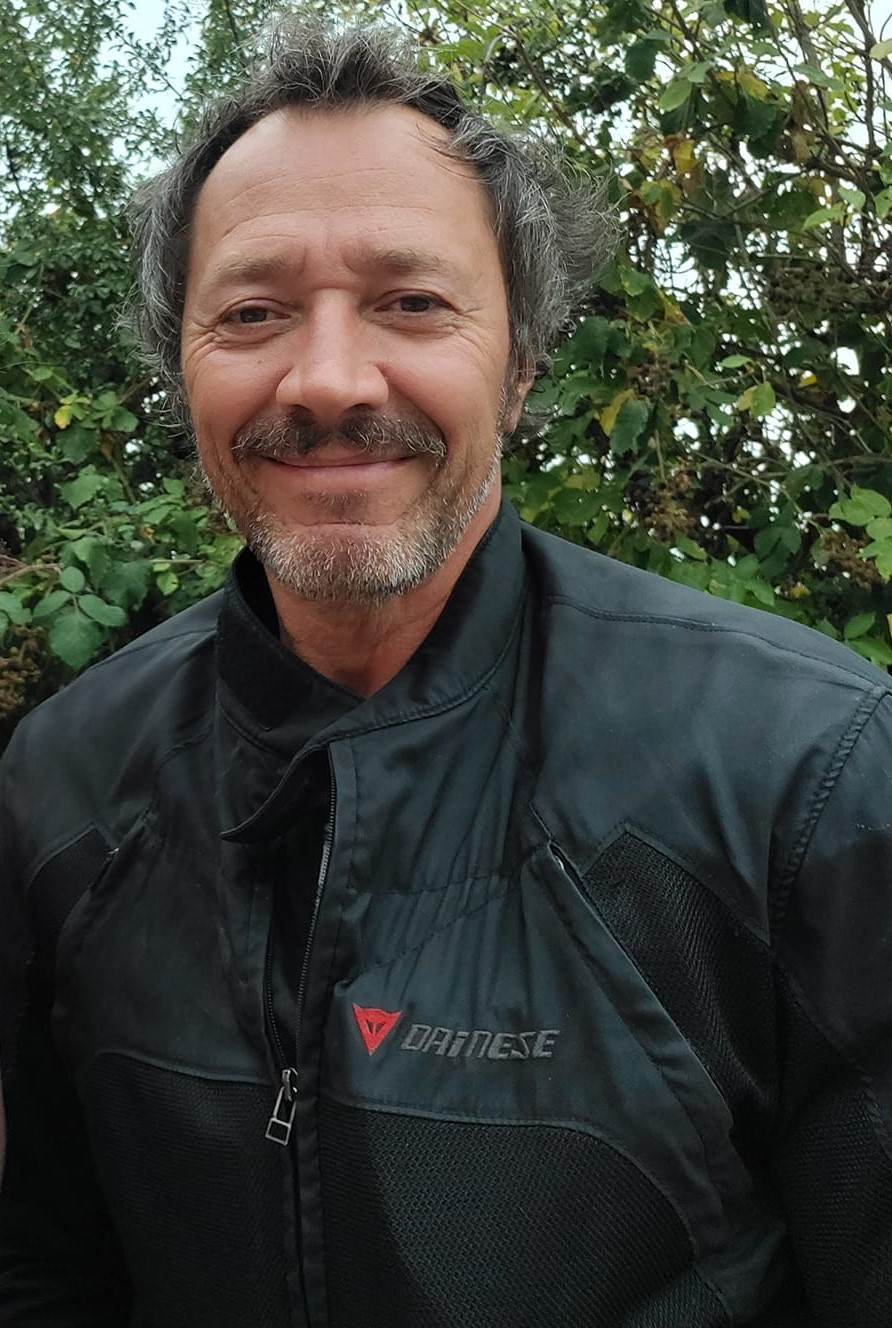
Bruno Debrandt.
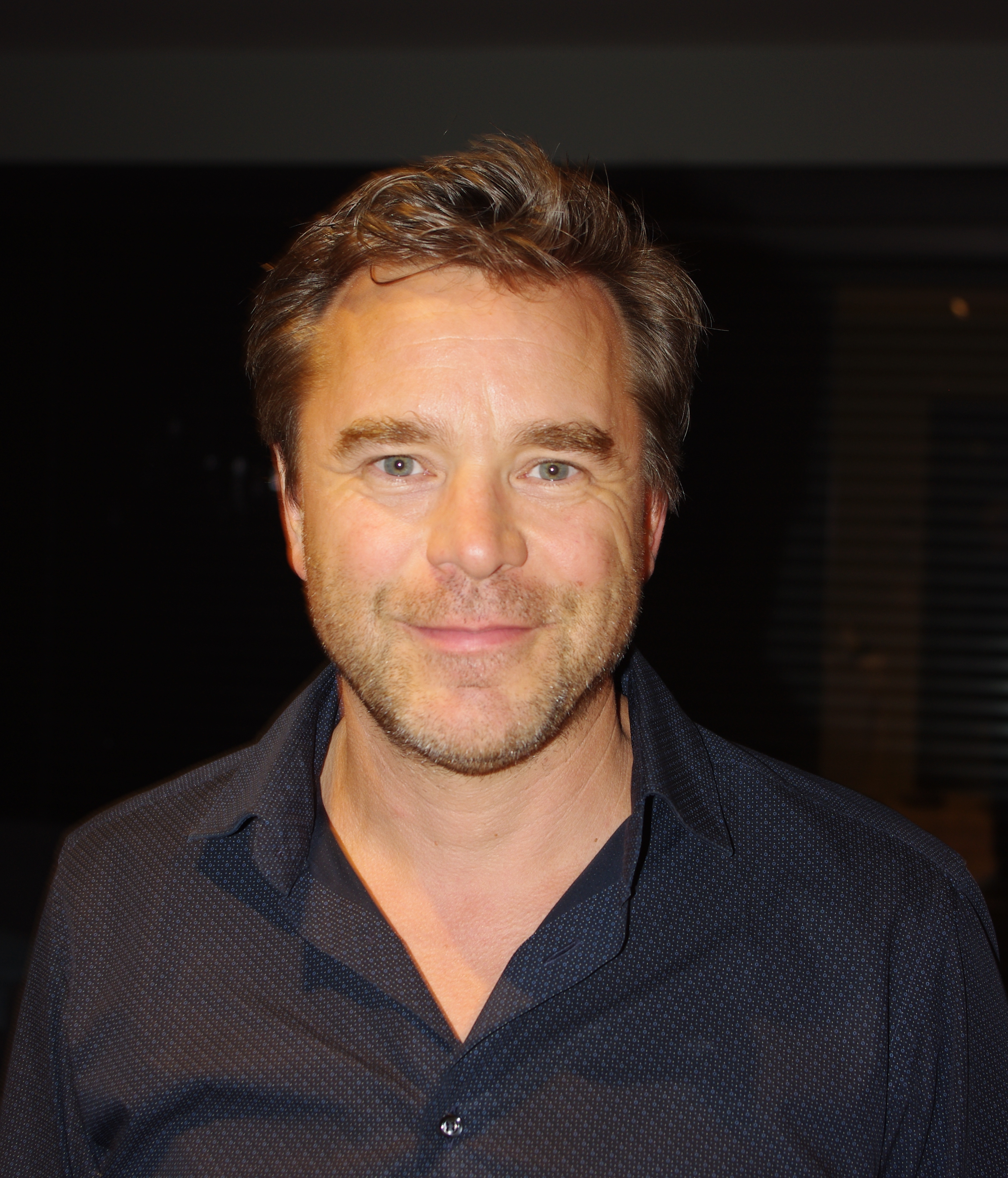
Guillaume de Tonquédec.
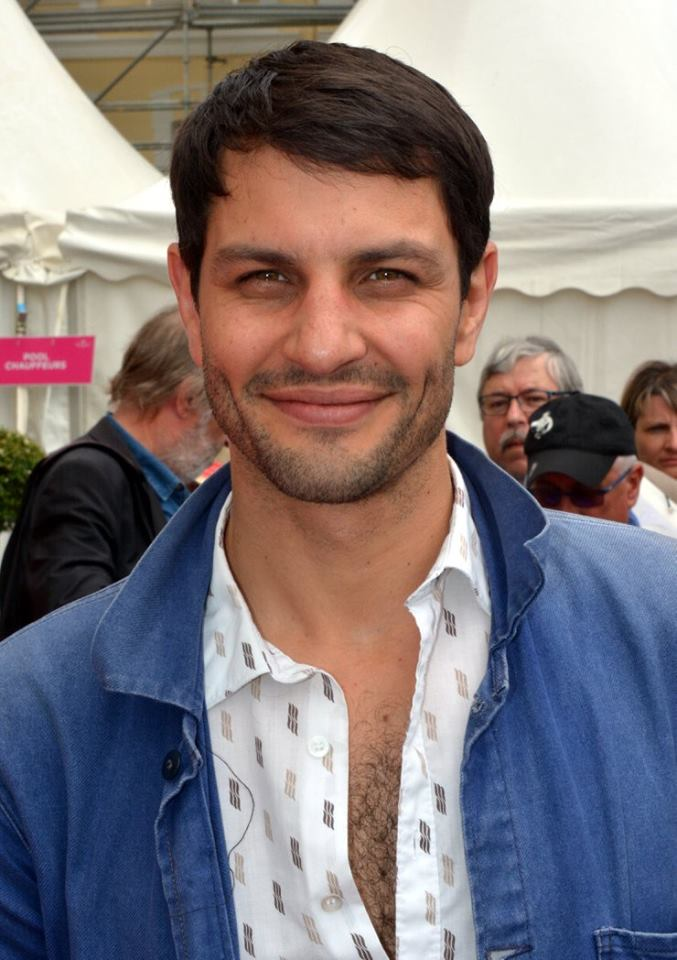
Marc Ruchmann.
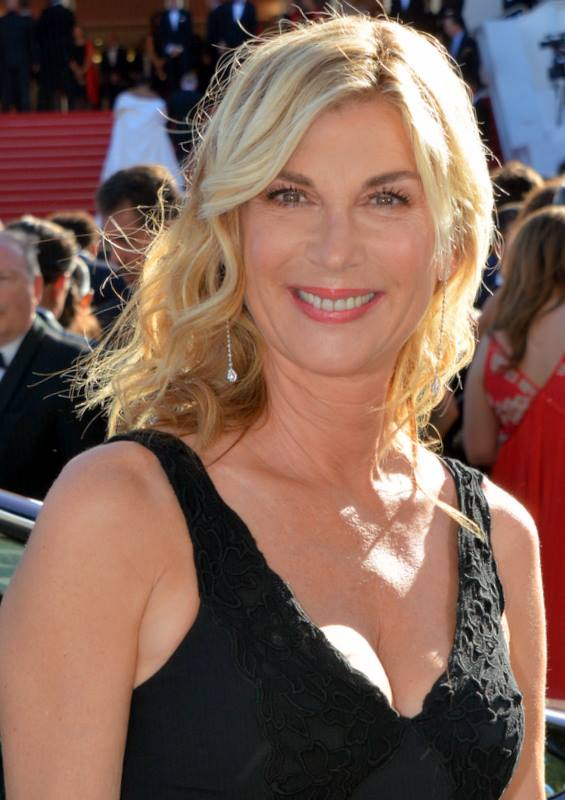
Michèle Laroque.

## Production

### Genèse et développement
Équivalent grand public du film Les Sorcières d'Akelarre, la série est créée par Giulia Volli et Maïté Sonnet, écrite par Giulia Volli, Maïté Sonnet et Saskia Waledish, réalisée par Magaly Richard-Serrano et produite par Stéphanie Carrère,,,.
La réalisatrice Magaly Richard-Serrano et la productrice Stéphanie Carrère expliquent que « Cette mini-série est largement inspirée de faits réels » : à l'automne 1609, le juge Pierre de Lancre « propage toutes sortes de rumeurs. Par exemple, que les femmes prennent des bains de mer dans le sperme des baleines. Lancre est le conseiller du roi Henri IV, il a son oreille ».
La réalisatrice Magaly Richard-Serrano confie « Réaliser Filles du feu est un rêve de petite fille fascinée par les sorcières et passionnée d'histoire depuis toujours. Mais parler des sorcières, c'est d'abord les réinventer, car, dans les livres, il ne reste d'elles que les témoignages de leurs bourreaux et les clichés qu'ils véhiculent. Et que je souhaite déconstruire. Devineresses, magiciennes, ensorceleuses ? Pour moi, elles étaient avant tout des guérisseuses, c'est-à-dire femmes-médecins ou sages-femmes, qui entretiennent un rapport magique au monde et à la nature… Mais, en réalité, beaucoup de femmes pouvaient entrer dans la catégorie “sorcière”, pourvu qu'elles ne rentrent pas dans le moule. Symbole de subversion et d'émancipation, elles représentent la figure de la femme dangereuse car insoumise économiquement (veuves fortunées, artisanes), insoumise sexuellement (prostituées, adultères, lesbiennes), insoumise moralement (athées, savantes). Des femmes que j'ai choisi de traiter comme des héroïnes contemporaines sans souci de véracité historique. Car les sorcières n'appartiennent pas au passé : au Pays basque, la chasse aux sorcières de 1609 est enseignée dans les écoles et beaucoup de jeunes femmes se revendiquent sorgin »,.
Pour l'écriture, les scénaristes Giulia Volli et Maïté Sonnet se sont appuyées sur le livre de Pierre de Lancre, Tableau de l'inconstance des mauvais anges et démons (1613) : « Pierre de Lancre y retrace tous ses interrogatoires, ses procès. Cela nous fournissait une matière extraordinaire pour commencer à raconter l'histoire de ces femmes, pour montrer leur point de vue… Ce qui nous intéressait, c'était de montrer un moment historique que l'on ne nous avait jamais raconté mais qui a pourtant marqué le monde européen. C'est un moment de bascule sur la question du rapport aux savoirs médicinaux, gynécologiques, du rapport au vivant ».
Selon la productrice Stéphanie Carrère « On a fait cette série pour rendre hommage aux femmes qui se sont battues, et pour les hommes qui se sont battus avec elles. On a commencé à travailler sur le projet en plein mouvement MeToo. Mettre à l'honneur ces héroïnes libres, aux croyances animistes, nous a semblé particulièrement important au moment où notre rapport à la nature nous interroge, où la liberté des femmes est attaquée partout dans le monde. On a voulu créer des ponts entre 1609 et 2023 ».
À propos de la matriarche[pas clair] et guérisseuse Gratianne, la réalisatrice Magaly Richard-Serrano explique : « On a voulu la montrer comme une femme dans son époque mais surtout comme une femme médecin. L'envie était d'aller derrière le cliché de la sorcière, de montrer qu'il s'agissait d'ostéopathes, de naturopathes, de guérisseuses ».

### Attribution des rôles
Le rôle du juge Pierre de Lancre a été confié à Bruno Debrandt, qui dit avoir lu des extraits du livre du juge, Tableau de l'inconstance des mauvais anges et démons : « 400 ans plus tard, il fait d'ailleurs toujours l'objet d'une réédition en août 2022, il y a des gens qui l'achètent à 4 000 € sur internet ! C'est toujours un ouvrage de référence ».
Pour le quotidien La Dépêche, la série compte une magnifique distribution d'actrices à commencer pas la grande comédienne espagnole Ángela Molina dont les trois filles dans la série sont jouées par Anabel Lopez, Lizzie Brochéré et Zoé Adjani, toutes captivantes.
Dans un registre inhabituel, Michèle Laroque « représente la femme savante éduquée qui peut contrer les propos du juge. Son discours est très fort sur le bûcher. Elle a accepté très vite le rôle, comme Ángela Molina dont nous savons la chance que nous avons de l'avoir au générique. Cette immense comédienne est l'image marquante de la femme forte. Elle surprend par son charisme. Elle connecte la France à l'Espagne » précise la productrice Stéphanie Carrère.

### Tournage
Le tournage de la série a lieu du 5 octobre 2022 au 4 janvier 2023 en région Nouvelle-Aquitaine, entre autres à Ciboure, à Saint-Jean-de-Luz, aux grottes de Zugarramurdi, dans les églises de Mendionde et de Greciette, dans le cloître de la cathédrale de Bayonne, sur la plage de Senix et au château royal de Cazeneuve,,,,,,,.
La réalisatrice Magaly Richard-Serrano et la productrice Stéphanie Carrère confient : « Nous avons tourné dans des lieux qui ont vécu cette chasse aux sorcières. Nous avons notamment filmé des séquences à Zugarramurdi, un village dans lequel il y a eu une véritable chasse aux sorcières. Beaucoup de femmes ont été tuées dans ce village. La grotte de Zugarramurdi était un lieu de rassemblement. C'est là qu'on a tourné les fêtes de l'Aquelarre ».
« La maison des trois sœurs est une vraie maison de cette époque », indique la productrice, qui précise qu'une « jeune fille de la famille qui y vivait a été brûlée par le juge De Lancre ».
Les scènes qui se déroulent au château d'Urtubie ont été tournées au château de Cazeneuve à Préchac, dans le département français de la Gironde, un château qui a appartenu à Henri IV.
D'autres scènes ont été tournées dans la maison musée Ortillopitz à Sare, dans le cloître de la cathédrale Sainte-Marie de Bayonne, sur les plages basques et au fort de Socoa à Ciboure,,.
À propos du tournage, la réalisatrice Magaly Richard-Serrano confie : « Tout le monde le sait : les actrices sont des sorcières. J'ai eu la chance immense d'être accompagnée par une “bande de witchs” habitées par leurs personnages et concernées par le sujet. La complicité joyeuse avec leurs partenaires masculins a insufflé une énergie sororale, un esprit de troupe de théâtre extrêmement propice à la création ».

### Fiche technique
Sauf indication contraire, les informations mentionnées dans cette section peuvent être confirmées par la base de données cinématographiques Allociné,  présente dans la section « Liens externes ».
- Titre français : Filles du feu
- Genre : Drame
- Production : Stéphanie Carrère[1],[2],[3],[4]
- Sociétés de production : Kwaï[1],[2],[3],[4]
- Réalisation : Magaly Richard-Serrano[1],[2],[3],[10],[4]
- Scénario : Giulia Volli, Maïté Sonnet et Saskia Waledisch[1],[2],[3],[10]
- Musique : Jérôme Bensoussan
- Décors : François Girard
- Costumes : Éric Perron
- Photographie : Thomas Lerebour
- Son : Yvan Dacquay
- Montage : Vincent Delorme
- Maquillage : Valérie Cancalon
- Pays de production :  France
- Langue originale : français
- Format : couleur
- Nombre de saisons : 1
- Nombre d'épisodes[1],[2],[3],[10] : 6
- Durée : 52 minutes[1],[2],[3],[10]
- Date de première diffusion : 28 août 2023 sur France 2[6],[7],[8]

### Épisodes
1. Les sorcières ne mangent que des pommes
2. Les corps des magiciennes sont toujours imparfaits
3. Le diable veut toujours imiter Dieu
4. La danse du Sabbat est la plus effrontée
5. Les sorcières font des poisons avec des crapauds
6. Nous sommes les petites filles…

## Accueil

### Audiences et diffusion

#### En France
En France, la série est diffusée les lundis à 21 h 10 sur France 2 par salve de deux épisodes du 28 août au 11 septembre 2023,,.
| Épisode              | Diffusion               | Diffusion            | Audience moyenne          | Audience moyenne                       | Audience moyenne         | Audience moyenne | Réf.   |
| Épisode              | Jour                    | Horaire              | Nombre de téléspectateurs | Part de marché (sur les 4 ans et plus) | Part de marché (FRDA-50) | Classement       | Réf.   |
| -------------------- | ----------------------- | -------------------- | ------------------------- | -------------------------------------- | ------------------------ | ---------------- | ------ |
| 1                    | Lundi 28 août 2023      | 21 h 10 - 22 h 05    | 2 350 000                 | 11,1 %                                 | 6,9 %                    | 3e               | [ 22 ] |
| 2                    | Lundi 28 août 2023      | 22 h 05 - 23 h 00    | 2 070 000                 | 11,4 %                                 | 6,9 %                    | 3e               | [ 22 ] |
| 3                    | Lundi 4 septembre 2023  | 21 h 10 - 22 h 05    | 1 940 000                 | 9,7 %                                  | 5,6 %                    | 3e               | [ 23 ] |
| 4                    | Lundi 4 septembre 2023  | 22 h 05 - 23 h 00    | 1 740 000                 | 10,3 %                                 | 5,6 %                    | 3e               | [ 23 ] |
| 5                    | Lundi 11 septembre 2023 | 22 h 15 - 23 h 10    | 637 000                   | 4,6 %                                  | 2,3 %                    |                  | [ 24 ] |
| 6                    | Lundi 11 septembre 2023 | 23 h 10 - 00 h 05    | 617 000                   | 7,9 %                                  | 2,3 %                    |                  | [ 24 ] |
| Moyenne de la saison | Moyenne de la saison    | Moyenne de la saison | 1 560 000                 | 9,2 %                                  | 4,9 %                    |                  | [ 24 ] |

- Les plus hauts chiffres d'audience
- Les plus bas chiffres d'audience

### Accueil critique
Le quotidien Le Parisien donne 4,5 étoiles sur 5 à la série, jugeant que « Filles du feu s'attache à rendre la parole à ces êtres humains mais diabolisés – qui ont été muselés. (…) La série réussit le tour de force de montrer par quelles méthodes horribles ce juge laïc, épaulé d'un médecin, obtient ses preuves sans rien occulter de l'horreur ni pour autant rendre l'image insoutenable ».
Pour Thomas Destouches, du magazine Télé-Loisirs, « Filles du feu fait très vite tomber le mythe populaire et folklorique des "sorcières". Écrite avec autant de douceur que de rage par Giulia Volli et Maïté Sonnet, cette mini-série s'attache en effet à les dévoiler pour ce qu'elles étaient vraiment : des femmes aidant médicalement leurs semblables, des esprits indépendants se heurtant aux diktats rigides et patriarcaux de l'époque, des victimes de la lâcheté, de la bassesse et de la peur des hommes. En montrant l'horreur injuste et absolue vécue par ces femmes, en leur donnant fièrement des visages, cette formidable série en costumes les réhabilite et se révèle au passage profondément intemporelle, et donc moderne. Ne ratez donc pas ces brillantes Filles du feu ».
Télé 7 jours est plus critique : « bourrée de bonnes intentions , cette série qui s'appuie sur un fait historique bien réel et se veut une relecture post #metoo des procès contre les sorcières peine à prendre de l'ampleur. L'ensemble paraît figé, poseur et manque de rythme malgré des comédiens qui se démènent ».
Pour Katia De la Ballina, du journal Le Point, la série est « une épopée captivante, qui séduit par son souffle romanesque et sa remarquable reconstitution historique (mention spéciale aux costumes)… Sans compter la beauté sauvage du Pays basque. Tout au long des six épisodes, la caméra organique de Magaly Richard-Serrano ne cesse de célébrer les forêts de ces contrées encore préservées, les côtes battues par les vents et les vagues de l'océan, toujours imprévisible ».

## Distinctions
- Festival International du Film Fantastique de Menton 2023  : Meilleur acteur pour Bruno Debrandt[27]